# Yuan Ejecutivo
El Yuan Ejecutivo (en chino tradicional, 行政院; pinyin, Xíngzhèng Yuàn) es el poder ejecutivo del Gobierno de la República de China. Según la Constitución enmendada, el Yuan Ejecutivo es el primer ministro, quien ejerce la jefatura de gobierno y tiene la facultad de nombrar a los miembros del gabinete. En el sistema semipresidencial, el presidente de la República de China es el jefe de Estado y puede nombrar al primer ministro y nominar a los miembros del gabinete.El primer ministro puede ser destituido mediante un voto de censura emitido por la mayoría del Yuan Legislativo, después de lo cual el presidente puede destituir al primer ministro o disolver el Yuan Legislativo e iniciar una nueva elección de legisladores.